# 阿琮阿良

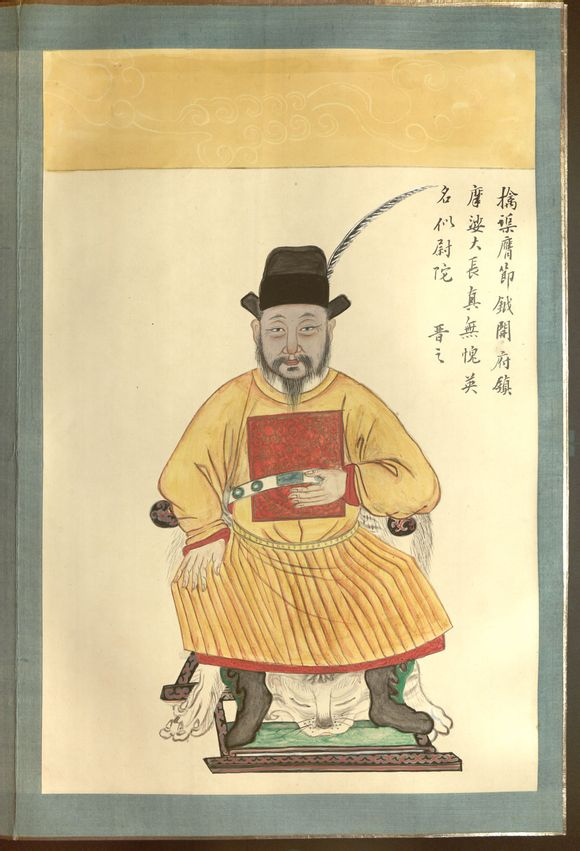
阿琮阿良

阿琮阿良（A-tsung A-liang，？—？），摩娑诏（摩些、今纳西族）君主、丽江第一代土司，约活跃于宋末元初。
阿琮阿良是牟保阿琮的独生子，为阿室秋所生。牟保阿琮死后嗣位。1253年（宝祐元年），忽必烈率蒙古军队分三路入侵大理。兵过摩娑诏，阿琮阿良亲至剌巴江（今丽江县奉可奉良渡口）迎接。蒙古以摩娑诏之地设立丽江郡，任命阿良为丽江土司，授予茶罕章官民官之职。阿琮阿良率兵助蒙古军破巨津西边的铁桥城和东边的半空和砦（今石鼓）等摩娑酋寨，攻取巨津州，擒其守备阿塔剌，升茶罕章宣慰司。此后跟随忽必烈攻打大理。在擒获段兴智的战斗中，功列兀良哈台之右，升授副元帅，赐节钺及虎符金牌一面。
兀良哈台镇守大理之时，阿琮阿良回到丽江。蒙古朝廷赐予阿良“添睦贞吉”四字匾额，以表彰其功绩。后又攻破铁桥城、华马国。阿琮阿良借蒙古军威力统一摩娑各部，成为统辖北胜府、顺州、蒗蕖、永宁、宝山、通安、兰州、巨津及临西等一府六州一县的丽江路最大土官。
至元年间，忽必烈加授其一颗重达48两的银印，封提调诸路统军司，下辖越析郡、柏兴府、永宁府、北胜府、蒗蕖州、罗罗斯、白狼、槃木、夷獠等处地方。
1274年（至元十一年），受封金紫光禄大夫，统军司进开府仪同三司；其妻阿宝于先受封国夫人。1276年，置丽江路宣抚司，阿琮阿良被任命为宣抚使司，其后即明清纳西族木氏土知府皆为其嫡传子孙承袭土知府一职，历经四百余年。

## 家族
- 父：牟保阿琮
- 母：阿室秋

- 妻：阿宝于先（干罗木土之女）

- 子：
  - 阿良阿胡
  - 阿良阿节
  - 阿良阿耐